# Stapler-Hämorrhoidopexie
Die Stapler-Hämorrhoidopexie nach Longo, englisch Procedure for Prolapse & Hemorrhoids (PPH), ist ein chirurgisches Verfahren zur operativen Behandlung krankhaft vergrößerter Hämorrhoiden. Dabei handelt es sich um ein relativ neues Verfahren, das weniger invasiv und daher im Vergleich zu klassischen Operationen geringere Schmerzen und schnellere Heilung verspricht. Auf Grund von unvorhersehbaren Komplikationen wird das Verfahren in einigen Kliniken in Wien nicht mehr angewendet.

## Anwendungsgebiet
Bei prolabierten Hämorrhoiden 3. Grades. Im Gegensatz zum konventionellen Verfahren (Hämorrhoidektomie) werden die Hämorrhoidalknoten nicht entfernt, sondern durch ein Schleimhautlifting (Verkürzung von Schleimhaut und Submucosa) wieder in ihre natürliche anatomische Position gebracht. Hämorrhoidale Polster entwickeln sich ab dem 10. Lebensjahr und sind für die Feinkontinenz (Abdichten für Gase und Flüssigkeiten) notwendig.

## Historie
S. N. Koblandin und J. L. Schalkow, zwei kasachische Chirurgen, beschrieben das Verfahren 1981 erstmals. Der italienische Chirurg Antonio Longo perfektionierte es in Palermo bis 1997. Das Verfahren beruht auf der Entwicklung eines neuartigen Operationswerkzeugs, dem Stapler. Mittlerweile ist die Anwendung vor allem in Italien und Deutschland recht verbreitet.

## Technik

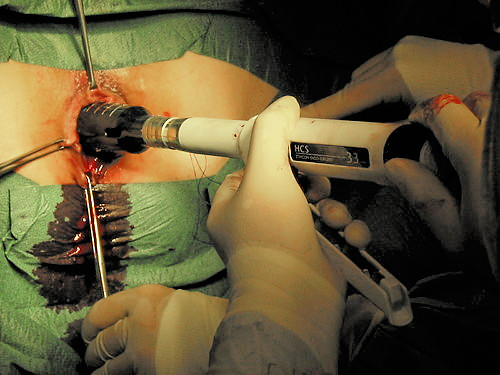
Hämorrhoidenoperation nach Longo

Zunächst wird der Analkanal vorsichtig geweitet, um ein Einführen des Gerätes zu erleichtern. Zur weiteren Vorbereitung wird außerdem in einem relativ schmerzunempfindlichen Bereich oberhalb der Hämorrhoiden im Mastdarm eine Rundum-Naht gelegt.
Dann wird ein spezielles Rundschneide- und -Klammer-Gerät (der Stapler, entsprechend dem englischen Wort für ‚Heftmaschine‘) in den After eingeführt und das vorgefallene Gewebe zurückgeschoben. Das Gerät öffnet sich, indem der Operateur nur den beweglichen Gerätekopf noch ein Stück tiefer einführt. Mit Hilfe der zuvor gelegten Naht wird überschüssiges Gewebe in den nun zugänglichen Hohlraum innerhalb des Gerätes gezogen. Beim darauffolgenden Schließen des Gerätes wird dann ein meist ca. 3 cm breiter Ring der Schleimhaut ausgestanzt. Das „Abfeuern“ des Staplers hinterlässt rundum eine Doppelreihe versetzter Titanklammern, welche die unterhalb verbliebenen Hämorrhoiden-Polster und die Analhaut wieder zurück an ihrer natürlichen Position befestigt (Anal-Lifting), ohne dass diese schmerzempfindlichen Bereiche tangiert werden. Anschließend wird die Operationsstelle mit einem Proktoskop auf korrekte Lage der Klammerlinie und eventuell verbliebene blutende Wunden untersucht, die dann mit zusätzlicher normaler Naht verschlossen werden können.
Diese Operationstechnik erfordert vom Chirurgen überdurchschnittliche Erfahrungen, keinesfalls ist es eine Anfängeroperation. Insbesondere hat der Operateur nur wenig Sicht und keine Möglichkeit zu einer Feinabstimmung des genauen Nahtverlaufs.

## Verlauf
Die Operation wird unter Regionalbetäubung oder bei Vollnarkose durchgeführt und erfordert zwei bis drei Tage Krankenhausaufenthalt (stationär). Gelegentlich wird sie auch ambulant durchgeführt. Das halten wegen der Gefahr stärkerer Blutungen aber nur sehr wenige Ärzte für ratsam.
Die Schmerzen nach der Operation sind erheblich geringer als bei den klassischen Methoden der Hämorrhoidektomie, insbesondere im Vergleich zu Milligan-Morgan oder Parks. Auch die Heilung und Wiederherstellung der Arbeitsfähigkeit der Patienten finden vergleichsweise schneller statt.

## Risiken und Komplikationen
- Auch nach der Operation kann es noch zu starken Blutungen aus der Klammernaht kommen, die gegebenenfalls noch einmal einen Eingriff zur Blutstillung erfordern. Werden auch kleinere Blutungen am Operationsende unmittelbar übernäht, lässt sich dieses Risiko minimieren.
- Es besteht eine geringe Gefahr, dass zu viel Muskelgewebe in das Gerät gezogen und dadurch die Mastdarmwand, bei Frauen eventuell auch die Wand zur Scheide, beschädigt wird.
- Im Extremfall könnte der Schließmuskel überdehnt werden, was vorübergehende oder auch dauerhafte Wind- und Stuhlhalteschwäche (Stuhlinkontinenz) zur Folge hat.
- Insbesondere bei einer zu tief (aboral) angelegten Klammernaht, aber auch bei regelrechter Durchführung der Operation, kann es zu einer verminderten Vorwarnzeit und ständigem Stuhldrang (Urge-Syndrom) kommen.
- Bei sehr großen Hämorrhoiden kann die Behandlung fehlschlagen, wenn der Zugang zum Analkanal Schwierigkeiten bereitet oder das Gewebe zu unbeweglich ist, um weit genug ins Innere des Gerätes zu gelangen.
- Neuerdings verweisen Kritiker darauf, dass sich der Mastdarm an der Operationsstelle durch die Klammern und Nähte auf den Durchmesser des Staplergeräts verengt (ca. 33 mm). Erste Studien behaupten, es sei ein im Vergleich zu klassischen Operationsmethoden deutlich höheres Risiko einer Mastdarm-Verengung festzustellen.
- Nach dem Eingriff sollte kein rezeptiver Analverkehr mehr praktiziert werden, da im Gegensatz zur Annahme vieler Ärzte die Klammern oft nicht innerhalb weniger Monate ausgeschieden werden, sondern dauerhaft verbleiben und somit beim aktiven Partner schwere Verletzungen hervorrufen und Kondome beschädigen können.[2][3]
- Wie bei allen Eingriffen besteht natürlich auch hierbei das Risiko, eine Infektion oder durch Unachtsamkeit des Operateurs eine Verletzung davonzutragen.